# 妖人ゴング
『妖人ゴング』（ようじんゴング）は月刊娯楽雑誌『少年』（光文社）に1957年に連載された江戸川乱歩作の児童向け推理小説シリーズの1作である。ポプラ社の旧版では『魔人ゴング』と改題されていた。

## 概要
少年探偵団において女性団員として花崎マユミが本作で初めて登場する。
怪人二十面相ものの復讐劇であるが、本作の復讐相手は花崎マユミの父親である検事の花崎俊夫から昔法廷で手ひどい目にあった過去から、二十面相が花崎家に復讐するという展開になっている。
ポプラ社版では「魔人ゴング」、後続作の「奇面城の秘密」では雑誌連載時の本文では以前の事件として「怪人ゴング」などと記されたこともある。

## あらすじ
少年探偵団は明智小五郎の義理の姪にあたり検事の娘である花崎マユミを団員に迎える。ゴングと命名された怪物が様々な形で花崎家を脅かす。花崎家の令嬢であるマユミは明智事務所に保護されるが、ゴングの魔の手はそこまで及んでいた。